# Хасанагиница (филм из 1967)
Хасанагиница (Камени деспот или једна могућност народне песме Хасанагиница) је југословенски играни филм из 1967. године. Сценарио и режију је урадио Миодраг Мића Поповић према мотивима истоимене српске народне пјесме, у којој мајци, игром судбине растављеној од деце, срце препукне од туге за њима.

## Радња
Хасанага је одавно напустио дом и отишао у војни поход, оставивши код куће жену Зеину са двоје деце и остарелом слушкињом.
Зеини у посету долази брат Мурат, жалећи се да му је вода однела земљу и тражи од сестре новац како би купио нову земљу од Имотског Кадије. Зеина нестрпљиво чека Агу. Ипак, сусрет са Кадијом ће бити фаталан - Зеина ће бити протерана и заувек одвојена од своје деце.
Филм рађен према мотивима истоимене народне песме, у којој мајци, игром судбине растављеној од деце, срце препукне од туге за њима.

## Улоге
| Глумац           | Улога                    |
| ---------------- | ------------------------ |
| Милена Дравић    | Хасанагиница             |
| Раде Марковић    | Џамоња                   |
| Реља Башић       | Имотски кадија           |
| Растислав Јовић  | Хасанагиничин брат Мурат |
| Ђорђе Ненадовић  |                          |
| Каја Гргановић   |                          |
| Богдан Девић     |                          |
| Александар Девић |                          |
| Љиљана Петровић  |                          |
| Првослав Николић |                          |
| Живорад Шобић    |                          |